# Danilovklooster
Het Danilovklooster (Russisch: Данилов монастырь, Свято-Данилов монастырь) is een klooster voor mannen aan de rechteroever van de Moskva in Moskou. Sinds 1988 zetelt hier het Patriarchaat Moskou van de Russisch-orthodoxe Kerk van Moskou en heel Rusland.

## Geschiedenis
Het Danilovklooster werd in de jaren 1298-1300 gesticht door prins Daniël, de zoon van Alexander Nevski. Het klooster werd gewijd aan Daniël de Pilaarheilige. Kort na zijn kloostergeloften stierf prins Daniël en werd hij begraven bij het klooster. In 1791 werd Daniël door de Russisch-orthodoxe Kerk heilig verklaard.
In 1330 verhuisden de broeders van het klooster naar een nieuw klooster in het Kremlin gewijd aan de Verlosser. Dit klooster verhuisde opnieuw in 1490 naar een nieuwe plek buiten het Kremlin aan de oever van de Moskva en kreeg er de naam "het nieuwe klooster van de Verlosser". Later werd dit klooster vooral bekend onder de naam Andronikovklooster.
Hierna raakte het oude klooster gedurende 250 jaren in verval, tot Ivan de Verschrikkelijke het in 1560 nieuw leven inblies.
In 1591 werd Moskou bedreigd door de Krim-Tataren en werd het gebied rond het klooster ingericht voor een kampement voor de troepen.
Het klooster werd in 1610 tijdens de Tijd der Troebelen door een reeks van militaire gebeurtenissen ernstig beschadigd.
In de vroege jaren van de 17e eeuw werd er rond de kloostergebouwen een muur met zeven versterkte torens opgetrokken.
In 1805 werd een armenhuis voor ouder vrouwen gevestigd in het klooster, later werd dit een armhuis voor oudere geestelijken en hun weduwen.
Ook het Danilovklooster ontkwam niet aan de plundering door Franse troepen in 1812. De kerken werden leeggeroofd, maar de schatkamer werd kort voor de Franse bezetting van Moskou veilig overgebracht naar Vologda en het Drievuldigheidsklooster van de Heilige Sergius. Het klooster herstelde zich daarop snel en het grondbezit van het klooster nam fors toe. Ook bezat het klooster tegen het einde van de 19e eeuw enkele gebouwen in Moskou.
In de tweede helft van de 19e eeuw werd het kerkhof een laatste rustplaats voor veel schrijvers, artiesten en geleerden, zoals de schrijver Nikolaj Gogol, de schilder Vasili Perov, de dichter Nikolaj Jazikov en de musicus Nikolaj Rubinstein.

## Sluiting
Formeel werd het Danilovklooster gesloten in 1918, het kloosterleven bleef echter actief onder moeilijke omstandigheden. Uiteindelijk werd ook het Danilovklooster als laatste van de Moskouse kloosters in 1930 definitief gesloten. De gebouwen werden aan de NKVD overgedragen die het complex in gebruik nam als detentiecentrum voor kinderen van politieke gevangenen. Bij de sloop van de klokkentoren en de Kerk van de Heilige Simeon werden de klokken van het klooster verkocht aan de Amerikaanse industrieel Charles R. Crane. Hij schonk de klokken aan Harvard University. De meeste monniken werden in 1937 vermoord.

## Heropening
Het Danilovklooster werd het eerste klooster dat terugkeerde naar de Russisch-orthodoxe kerk. Vanaf 1983 betrok de kerk weer de gebouwen en werd het klooster het geestelijk centrum voor de Russisch-orthodoxe Kerk en de officiële residentie van de patriarch. Voor de patriarch werd een residentie gebouwd en het kloostercomplex werd uitgebreid met een begrafeniskapel en een herdenkingskapel ter gelegenheid van 1000-jarig christendom in Rusland. In 2007-2008 keerden de klokken terug in het Danilovklooster dankzij de Russische industrieel Viktor Vekselberg die bereid bleek de kosten te betalen voor het gieten van vervangende klokken voor Harvard University en de repatriëring van de oude klokken naar het Danilovklooster waar ze in de herbouwde poortkerk werden geïnstalleerd.

## Kerken
- Kathedraal van de zeven Heilige Vaders van de oecumenische concilies (bouwjaar 1729-1730)
- Kathedraal van de Drie-eenheid (bouwjaar 1833-1838)
- Allerheiligenkerk of Geboortekerk van Johannes de Doper (bouwjaar 1984-1988)
- Kerk van St. Serafim van Sarov (bouwjaar 1988)
- De Kerk van Simeon (1731-1732)

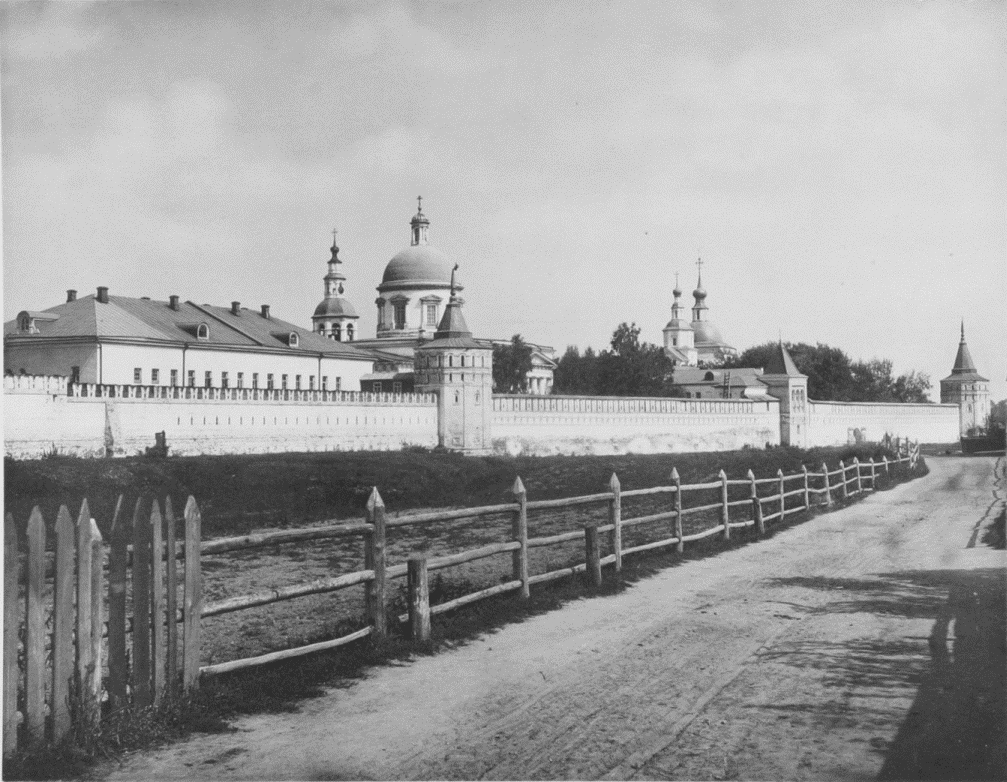
Danilovklooster 19e-eeuwse foto
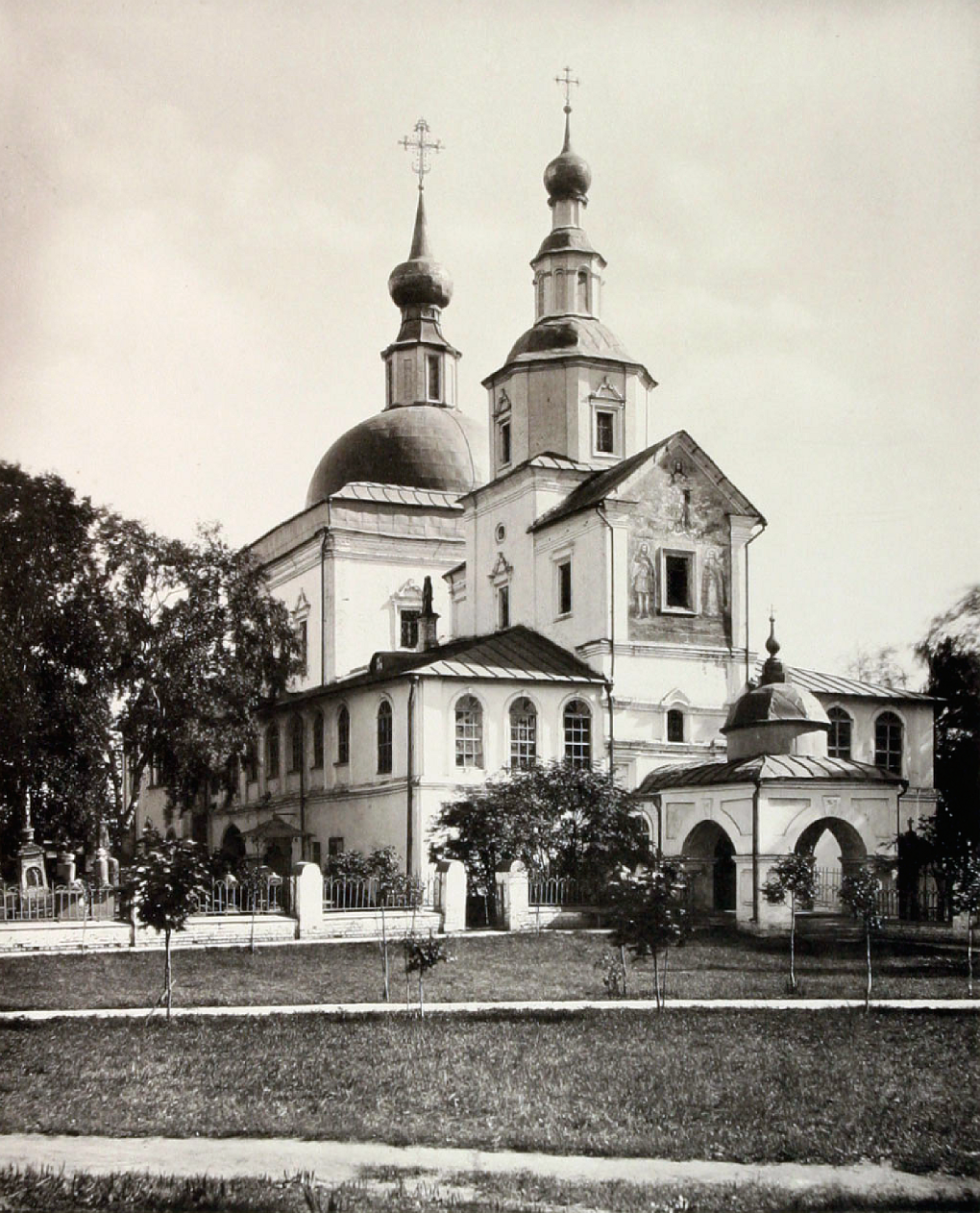
De Kathedraal van de zeven Heilige Vaders foto 1883

## Trivia
- De patriarch woont niet in dit klooster, zijn woonhuis en persoonlijke residentie is aan de Chisti Pereulok (Schone Laan) 5 in Moskou.